# イタロ・ターヨ
イタロ・ターヨ（Italo Tajo, 1915年4月25日 - 1993年3月28日）は、イタリアのバス歌手。
ピネローロの生まれ。トリノでニルデ・スティンキ・ベルトッツィに声楽を学ぶ。1935年にミラノ王立劇場でリヒャルト・ヴァーグナーの《ラインの黄金》でファフナー役を歌って歌手デビューを飾り、翌年にはグラインドボーン音楽祭にも参加した。1942年にはアルバン・ベルクの《ルル》のイタリア初演に加わっている。1946年にはシカゴ・オペラ・カンパニーでジュゼッペ・ヴェルディの《アイーダ》のラムフィス役として出演し、これがアメリカ・デビューとなった。1948年からメトロポリタン歌劇場にも出演。1966年からシンシナティに移住し、キャスリーン・バトルら後進の育成にも尽力した。
シンシナティにて死去。

## 出演映画
- ファウスト・悪魔篇 La leggenda di Faust (1949)